# Полоник Андрій Васильович

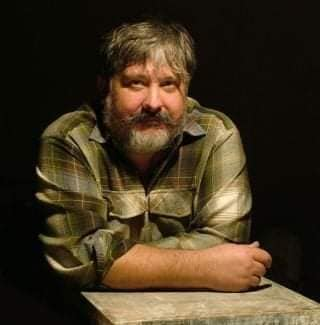
Полоник Андрій Васильович, художник-скульптор

Полоник Андрій Васильович (нар. 19 березня 1961, Донецьк, Україна — пом. 20 листопада 2020, Київ, Україна) — український художник-скульптор, член Спілки художників України, педагог, активний учасник міжнародного симпозіумного руху, виставок.

## Життєпис
Народився в 1961 р. у  Донецьку, в сім'ї заслуженого діяча мистецтв УСРСР Василя Полоника (р.1930) та хирурга-травматолога Зінаіди Павлівни (дів. Філатова, р.1936).  Навчався в Республіканській художній школі ім.Тараса Шевченка (нині Державний художній ліцей ім. Тараса Шевченка) та Київському художньому інституті (закінчив у 1985, нині НАОМА відділення скульптури, майстерня В. Бородая). Після захисту диплому повернувся до рідного Донецька, працював разом із батьком, відомим радянським скульптором Василем Полоником. Займався творчою діяльністю, їздив на скульптурні симпозіуми, брав участь у виставках. З 1987-2006 років працював викладачем Донецького художнього училища (нині Донецький художній коледж). Член Національної спілки художників України (з 1987). 
У 2006 переїхав з сім'єю у м. Київ, де викладав у Державному художньому ліцеї ім. Тараса Шевченка
Помер митець на 59 році життя, 20 листопада 2020 року. Похований на Білому кладовищі у м. Києві (м. Вишневе) .

## Творчість
У 1992 році Андрій Полоник разом з О.Сухолітом, О.Рідним почав працювати над багаторічним проектом «Азбука» м.Київ. Виявилось, що його займають зовсім не банальні та традиційні теми у творчості. Це була нова версія створення Світу, виникнення та існування людини, відмінна від канонів соціалістичного реалізму. Полоник продовжив працювати у Донецьку, де брав участь у республіканських та всесоюзних виставках.
Мистецький доробок митця складається з несподіваних, часто гротескних портретів, примхливих  жіночих постатей, загадкові «неоантичні» об’єкти, в яких як і завжди віддзеркалюється яскрава індивідуальність їх автора... На певному творчому етапі митець занурився у біблійні теми, зокрема, євангельські сюжети. З’являються багатофігурні, складно скомпоновані, мініатюрні, витончені за пластикою рельєфи «Оплакування», «Покладання у гроб», «Богородиця». Вони сполучають у собі рафіновану духовність, неординарність (митець наслідує певні іконографічні канони). Виникає таке дивне змішування справжнього і несправжнього, відвертого і втаємниченого, земного і астрального світів. З певним дотриманням канонів християнської іконографії, Андрій Полоник залишався вільним неповторним художником, яскравою творчою особистістю. Образ «Богородиці з немовлям», улюблена тема скульптурних і графічних творів майстра. Канонічні зображення у творах останніх років перевтілились в досить побутовий сюжет - «Мати з дитиною». З вільним трактуванням і м'якою пластикою ліній та форм. Виставка в київській галереї «Триптих», що пройшла на початку 2006 показала яскравого і зрілого Андрія Полоника. Це був виставковий дует з О.Сухолітом. Маленькі теракотові жіночі фігурки Андрія займали частину експозиції. Вони стали своєрідними живими щирими пульсуючими акцентами.
Починаючи з літа 2005 до 2019 тривав важкий та такий продуктивний для митця пленер у кримському селищі Скалистому. Біблійні композиції Андрія Полоника з мініатюрних, камерних, інтер’єрних тут перетворилися на великі, монументальні. Вражає глобальна брила з сюжетом «Поклоніння волхвів», з примхливим плетивом орнаментальних та фігурних пласких зображень. При збереженні творчої неординарності, з’являються неперевершені гарні, іронічні «купальниці» створені Андрієм Полоником в Криму з сяючого вапняку. Це дивовижні за виразністю, граціозністю і монументальністю паркові скульптури чекають ще на своїх поціновувачів. Там у 2008-17 роках Андрій Полоник працював над великим проектом, який вважав для себе дуже важливим, створював різьблену кам'яну Свято-Успенську церкву у м.Бершаді Вінницької області.
Остання виставка творів Андрія Полоника відбулася у 2020: він брав участь у виставці творів викладачів ДХСШ «Шкільний альбом» у мистецькому центрі «Шоколадний будинок» (Київ). Були продемонстровані неймовірні за майстерністю і глибиною почуттів інтер’єрні рельєфи, зроблені зовсім недавно: «Закохані», «Мати з дитиною», «Поклоніння волхвів» й твір «Пастир». Творчий заповіт про любов, віру в прекрасне від митця і наставника Андрія Полоника. 

## Виставкова діяльність

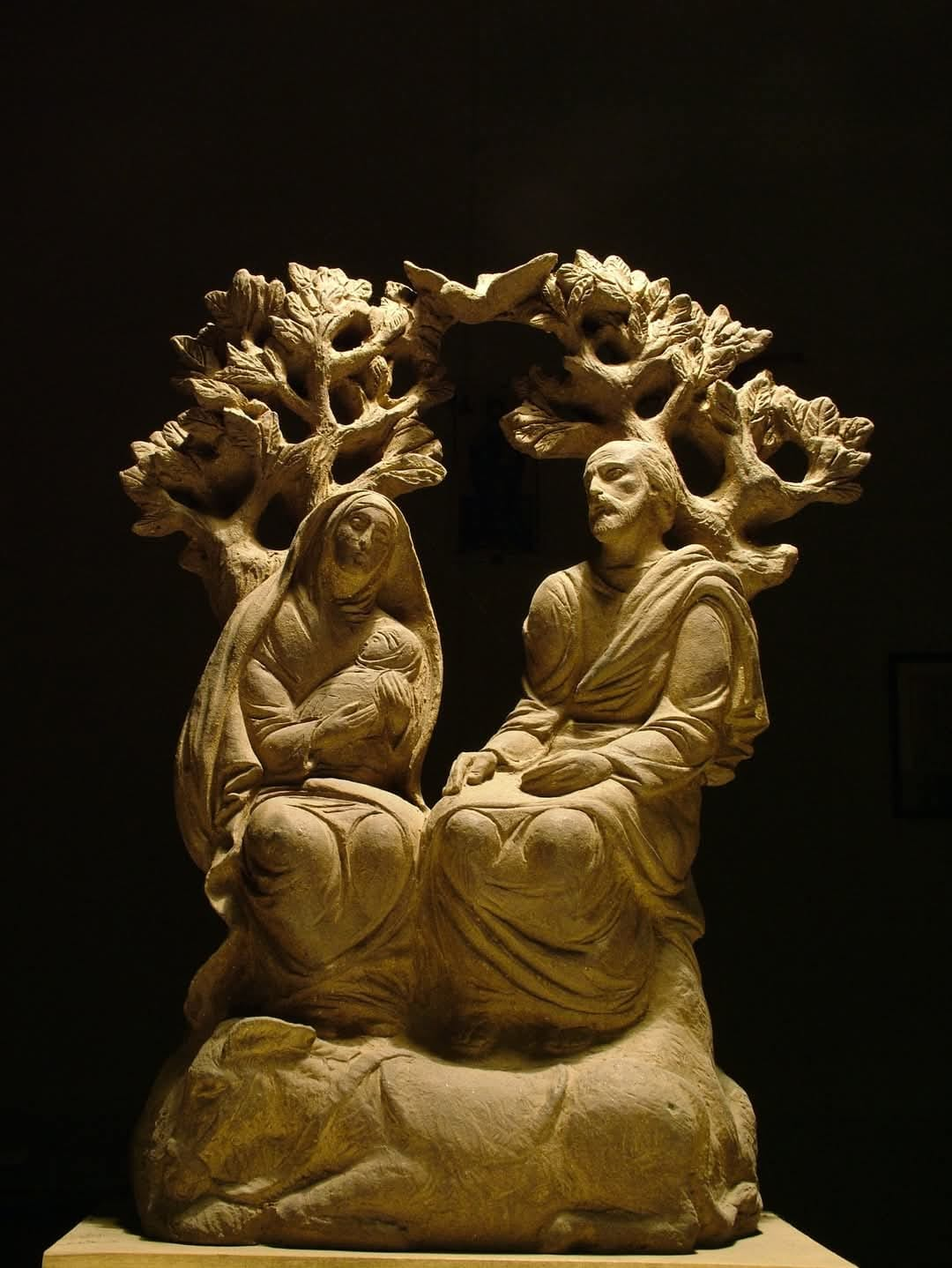
"Святе сімейство". Теракота, 2005р.

- 1988 - Участь в роботі молодіжної групи Седнєв-88
- 1989 - Міжнародний скульптурний симпозіум Горлівка, Україна
- 1990 - Міжнародний скульптурний симпозіум м.Тверь, Росія
- 1990 - Виставка в виставковому залі м.Москва
- 1991-1992 - Стипендія СХ СРСР
- 1991 - Участь в роботі групи молодих художників
- 1991 - Міжнародний скульптурний симпозіум г.Тверь, Росія.
- 1992 - Скульптурний симпозіум Крим
- 1991-1992 - Робота над проектом «Ієрархія простору» в рамках семінару «Знак» в співавторстві з А.Сухолітом, О.Рідний, Р.Кухар
- 1992-1995 - Ряд творів для проекту «Адамове дерево» в рамках семінару «Знак»
- 1995 - Участь в скульптурному триєнале Осака, Японія
- 1997 - Проект «Простір степу» скульптура, кераміка.Донецький державн.художній музей."Каін та Авель". Шамот, 2006р.

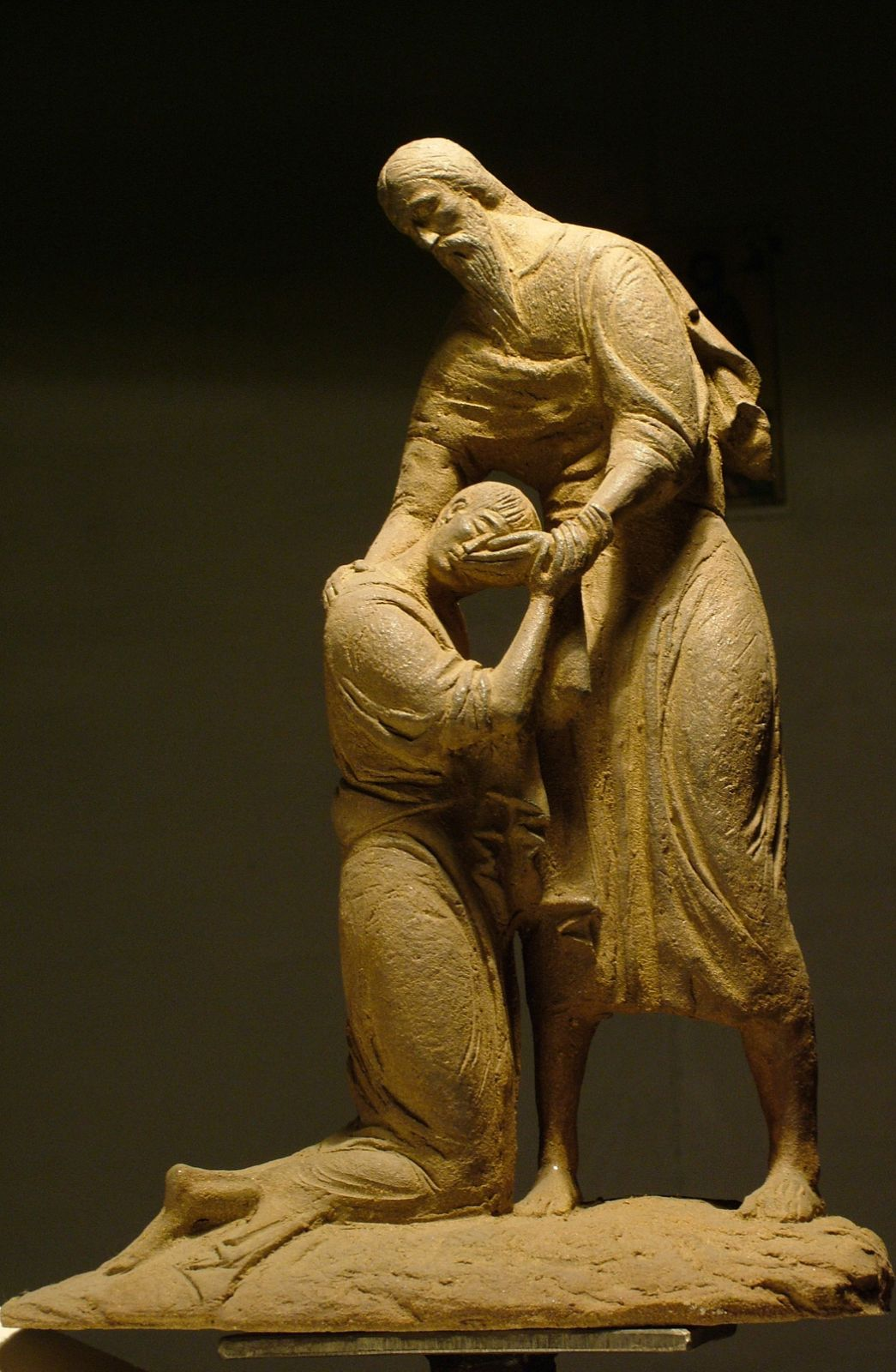
"Каін та Авель". Шамот, 2006р.

- 2000 - Виставка «Сучасне мистецтво України» Москва.
- 2002 - Осіння республіканська виставка (Київ).
- 2003 - Виставка «Сучасне мистецтво України» Москва
- 2003 - Регіональна виставка «Донецьк - Луганськ», м.Луганськ.
- 2003 - Участь у міжнародній виставці - аукціоні, що проводиться Державним фондом «Надія»
- 2003 - Виставка творів малих форм. Галерея А.Дорошенко, Київ
- 2005 - «Пісня про Землю» галерея «Триптих» у співавторстві з О.Сухолітом
- 2004-2007 - Участь в роботі скульптурного семінару Крим. Ряд творів пленерної скульптури.
- 2008-2017 - Робота над Створення різьбленого кам'яного храму Успіння Пресвятої Богородиці в м.Бершаді Вінницької області
- 2016 - Участь в виставці творів викладачів ДХСШ
- 2018 - Участь у Міжнародному фестивалі мистецтв «Карпатський простір» Івано-франківськ [6]

## Сім'я
Дружина - українська архітекторка Полоник Наталя Василівна (дів. Кікіньова), донька Заслуженого українського художника Василя Кікіньова.
Діти - донька Дар'я.